# Собор Святого Мартина (Лукка)
Кафедральний собор Сан-Мартіно (італ. Duomo di Lucca, Cattedrale di San Martino) — римо-католицький кафедральний собор на честь святого Мартина, в місті Лукка, Італія. В соборі сьогодні знаходиться кафедра архієпископа Лукки. Будівництво собору в його сучасному вигляді, почалося в 1063 році єпископом Ансельмом да Баджіо (який пізніше став папою Олександром II).

## Опис
Собор розташований майже в самому центрі Лукки на площі П'яцца Сан-Мартіно, і разом із церквою Санті-Джованні-е-Репарата утворює її архітектурний ансамбль.
Згідно з легендою, будівництво першого храму, присвяченого святому Мартину, на місці сучасної споруди пов'язують з місцевим єпископом VI століття, святим Фредіано з Лукки. Церкву було збудовано на території тодішньої єпископської резиденції. До комплексу входив також баптистерій та церква святої Репарати.
Приблизно в VIII столітті церква святого Мартина отримала статус кафедрального собору, оскільки сюди перенесли кафедру єпископа, яка до цього знаходилася в церкві святої Репарати, першій резиденції єпископів Лукки.

## Твори мистецтва
В соборі знаходиться ряд важливих творів мистецтва:
- Вольто Санто, пр. VIII століття
- Саркофаг Іларії дель Карретто, 1407 р., скульптор Якопо делла Кверча
- Полотно «Тайна вечеря» Тінторетто